# Tocornalite
La tocornalite è un minerale.